# 胡應魁
胡應魁（？—1808年），字鶴清，江蘇丹陽人，清朝官員。

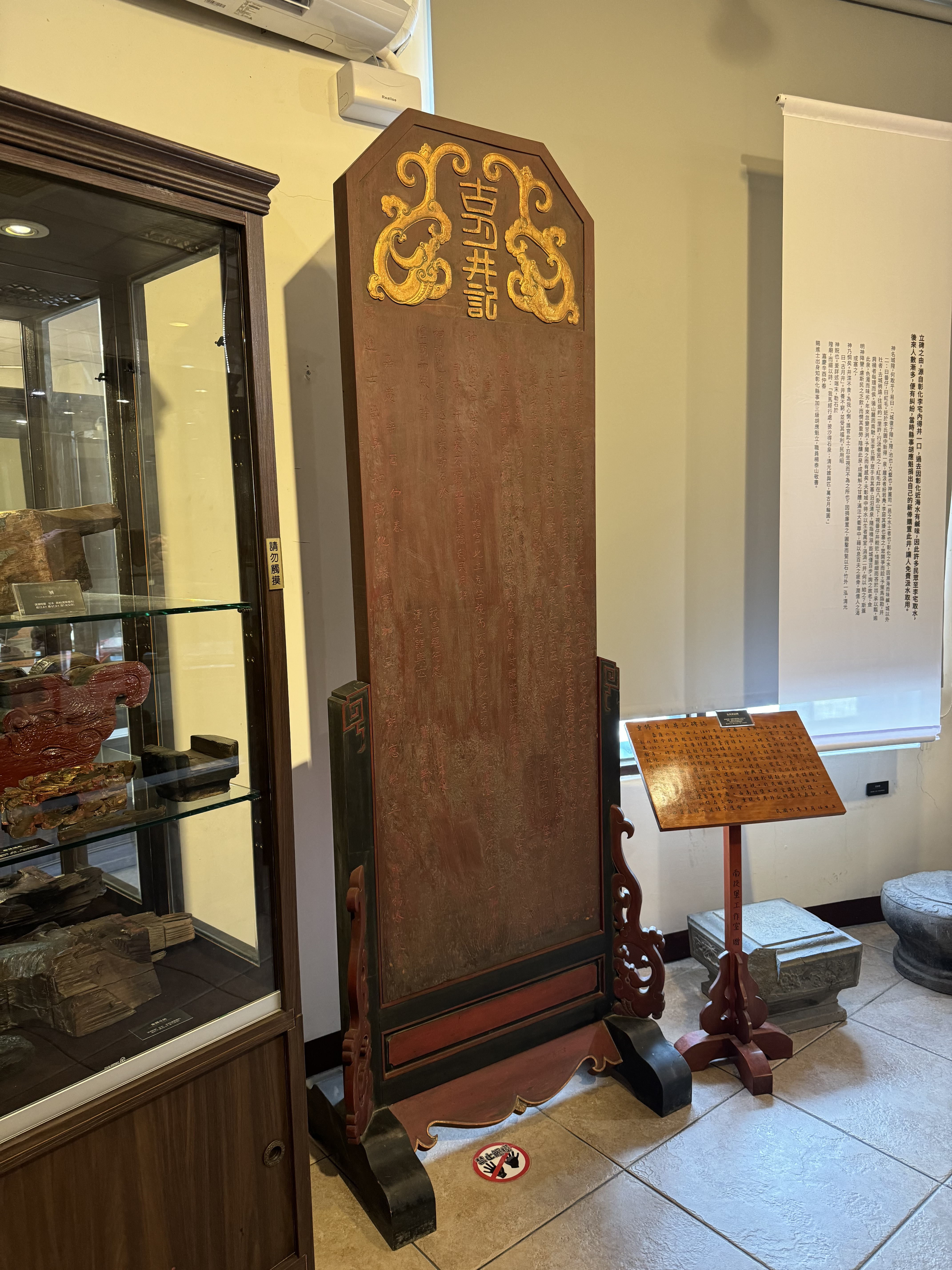
古月井記碑

## 生平
胡應魁為乾隆四十九年（1784年）甲辰科二甲進士。嘉慶元年十二月（1797年1月）由德化縣知縣調任臺灣府彰化縣知縣。嘉慶八年（1803年）署臺灣府淡水撫民同知。嘉慶十一年（1806年）四月以卸事同知攝嘉義縣事。同年回任淡水同知。
嘉慶十三年（1808年）因疾卒於任內。

## 外部連結
- 献身台湾的丹阳人胡应魁 丹陽人文

| 官衔          | 官衔                                             | 官衔          |
| ------------- | ------------------------------------------------ | ------------- |
| 前任： 王增錞 | 臺灣府彰化縣知縣 嘉慶元年十二月（1797年1月）上任 | 繼任： 丁攀龍 |
| 前任： 吉壽   | 臺灣府淡水撫民同知 嘉慶八年（1803年）上任        | 繼任： 茅琳   |
| 前任： 陳起鯤 | 臺灣府嘉義縣知縣 嘉慶十一年（1806年）攝理        | 繼任： 楊發和 |
| 前任： 程文炘 | 臺灣府淡水撫民同知 嘉慶十一年（1806年）上任      | 繼任： 翟淦   |